# Dispatch International
 Der er for få eller ingen kildehenvisninger i denne artikel, hvilket er et problem. Du kan hjælpe ved at angive troværdige kilder til de påstande, som fremføres i artiklen.

Dispatch International var en nationalkonservativ svensk avis med udspring i det islam- og indvandringskritiske miljø omkring det danske og svenske Trykkefrihedsselskab. Avisen udkom i 2012-2013 men opgav at udkomme i papir på grund af økonomiske vanskeligheder.
Avisen blev trykt under  Thomas Jefferson-citatet: "Pressefriheden kan ikke begrænses. Den kan kun gå tabt". 
Det var planen at avisen også skulle udkomme på dansk, engelsk og tysk. Indtil 2014 udkom der en netudgave af avisen på dansk. 

## Idègrundlag
Kredsen bag avisen opfatter islam som vors tids alvorligste trussel mod den frie verden i almindelighed og ytringsfriheden i særdeleshed.
Avisens formål er på denne baggrund at udgøre et alternativ til den etablerede presse, som de opfatter som styret af politisk korrekte, der fornægter faren fra islam samt at være et forum for debat af de  farlige konsekvenser af multikulturalismen.

## Historie
Dispatch International blev lanceret med et prøvenummer den 30. august 2012 og udkom fra den 3. januar 2013 til den 8. august 2013 ugentligt. Også avisens udgave på internettet er siden lukket net.

## Chefredaktører
Chefredaktørerne var på udgivelsestidspunktet:
- Ingrid Carlqvist, formand for Tryckfrihetssällskapet i Sverige samt tidligere nyhedschef på Kvällsposten og Punkt SE i Malmö.
- Lars Hedegaard, formand for Trykkefrihedsselskabet i Danmark samt tidligere chefredaktør på dagbladet Information i København.

## Ekstern henvisning
- Dispatch Internationals danske hjemmeside Arkiveret 3. oktober 2012 hos  Wayback Machine